# Серкин, Иван Онисифорович
Иван Онисифорович Серкин (1898, Калуга — 30 июля 1941, полигон Коммунарка) — советский партийный и государственный деятель.

## Биография
Родился в Калуге в семье рабочего-железнодорожника — бывшего крестьянина, переехавшего в город.
С 1915 работал слесарем вагонного цеха железнодорожных мастерских. Активно участвовал в установлении советской власти на территории Калужской губернии. С декабря 1917 г. один из руководителей вооружённого отряда Союза рабочей молодёжи.
В августе 1918 г. ушёл добровольцем на Восточный фронт. Зачислен бойцом 2-го Петроградского полка 5-й армии. Вскоре (несмотря на 20-летний возраст) был назначен комиссаром 241-го Крестьянского полка 3-й бригады 27-й Омской стрелковой дивизии.
В 1920 — на Западном фронте, комиссар 79-й бригады. Тяжело ранен под Минском, несколько месяцев лечился в госпитале. За боевые отличия и заслуги награждён орденом Красного знамени (постановление Президиума ЦИК СССР от 20 февраля 1928 года).
С ноября 1920 по июнь 1924 учился в Коммунистическом университете им. Свердлова. После окончания университета находился на руководящей партийной работе в Златоустовском округе, Калуге, Северо-Двинске. В 1924—1925 секретарь Миньярского РК РКП(б) (Уральская обл.). С 4 декабря 1925 по 1 ноября 1926 секретарь Железнодорожного райкома РКП(б) Калуги, в 1926—1929 заведующий орготделом Калужского губкома.
После упразднения Калужской губернии с 1929 по 1930 — ответственный секретарь Северо-Двинского окружного комитета ВКП(б).
Делегат XV конференции ВКП(б) (ноябрь 1926) с совещательным голосом и XVI съезда (1930) с правом решающего голоса.
В 1930—1931 помощник заворготделом ЦК ВКП(б). В 1931—1933 учился и одновременно был секретарем парткома в Московском механико-машиностроительном институте им. Баумана.
С марта 1933 по январь 1935 — начальник политотдела Токаревской МТС Воронежской (ныне Тамбовской) области. Награждён орденом Ленина (1934) «за большой вклад в социалистическое переустройство деревни».
Делегат XVII съезда ВКП(б) с правом решающего голоса (1934).
С 1935 по 1939 — заместитель начальника Политуправления Главного управления Северного Морского пути при СНК СССР, в 1939 — и. о. начальника планово-финансового управления Главсевморпути.
В 1939 году «за притупление бдительности и за связь с врагами народа Бергавиновым» и др. Серкину объявлен строгий выговор с предупреждением, впоследствии снятый с оставлением на вид.
Арестован 29 декабря 1939 года. Обвинён в участии в антисоветской право-троцкистской террористической организации. Якобы готовил террористический акт против Сталина летом 1937 года во время встречи арктической экспедиции О. Ю. Шмидта.
Осуждён 6 июля 1941 года Военной коллегией Верховного суда СССР. Расстрелян 30 июля 1941 года. Место расстрела: Московская обл, Коммунарка.
Реабилитирован в июне 1956 г.